# Jeřice (řeka)
Jeřice (německy Görsbach) je pravostranný přítok Lužické Nisy odvodňující značnou část západních Jizerských hor. Délka toku činí 20,4 km. Plocha povodí měří 78,05 km².

## Průběh toku

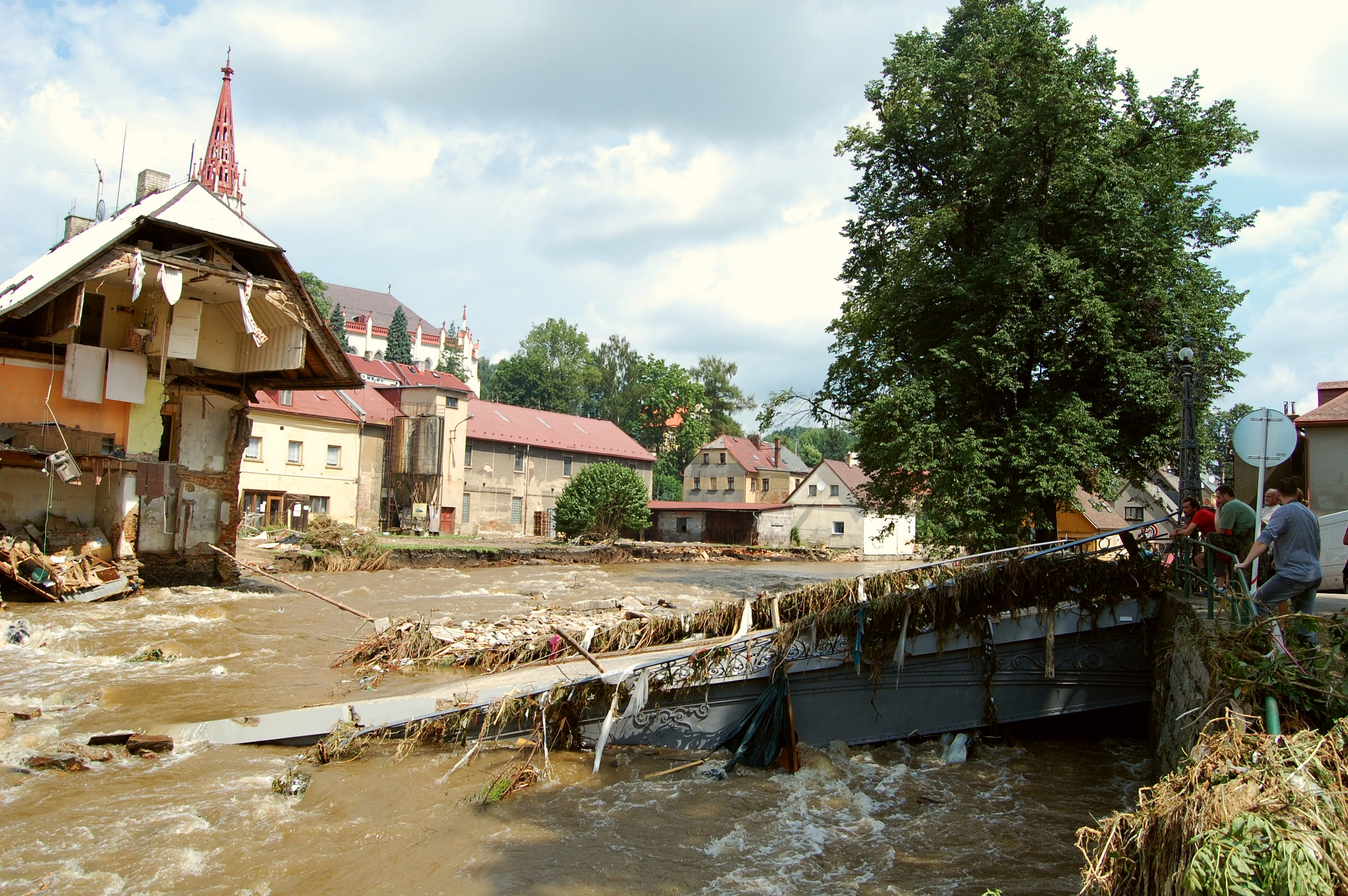
Řeka v Chrastavě 7. srpna 2010 v místě strženého secesního mostu

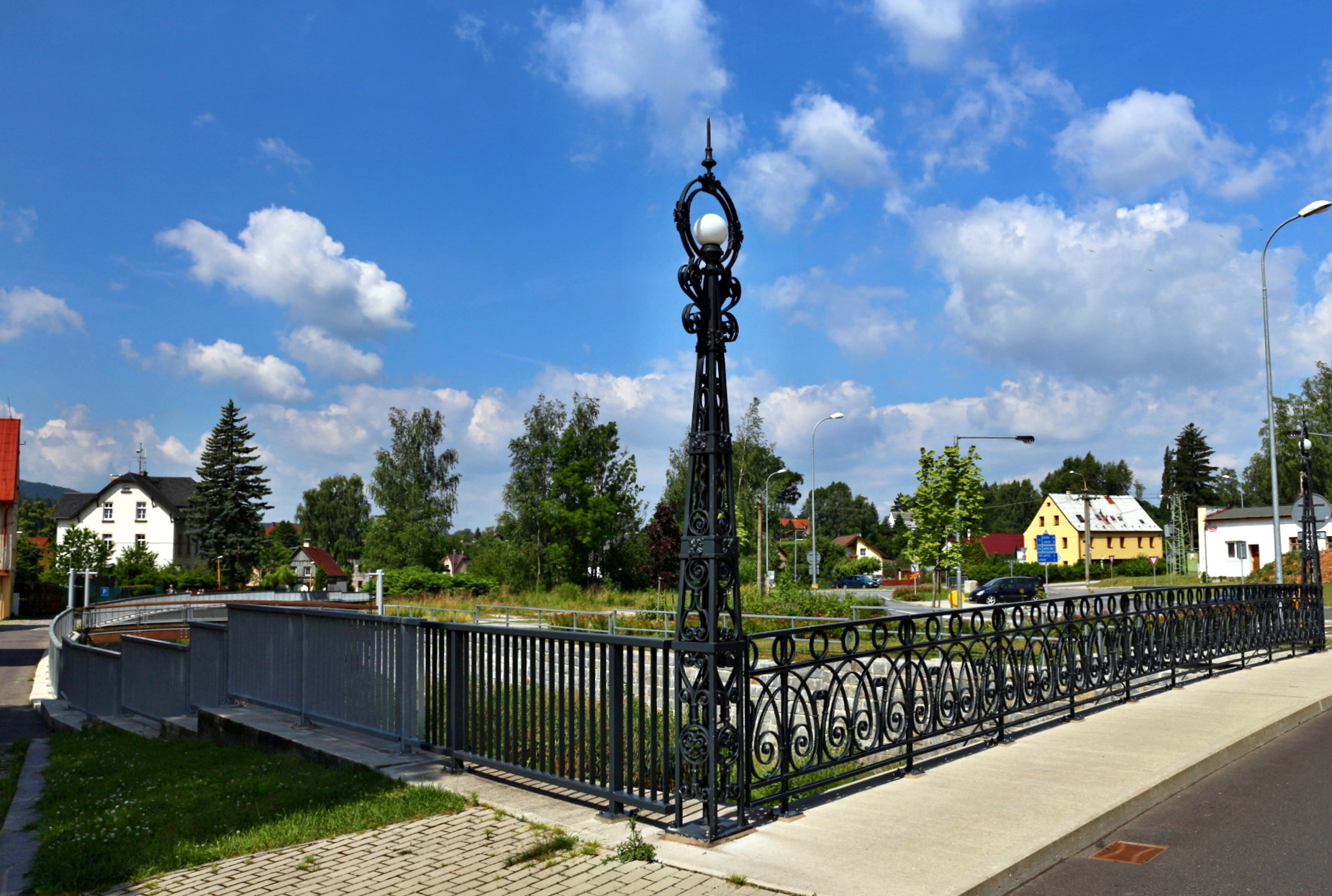
Nový most, léto 2017

Pramení v horské úžlabině na jihovýchodním svahu Poledníku v nadmořské výšce 815 m. Vlévá se do Lužické Nisy v Chrastavě v nadmořské výšce 300 m. Jeřice bývala nazývána také Mníšecký, Panský, Kamenný, Chrastavský a Vodopádový potok. Říčka je v celém toku pstruhová, v horní části má bystřinný charakter s drobnými vodopády.
Protéká obcemi: Oldřichov v Hájích, Mníšek, Nová Ves a městem Chrastava.

### Větší přítoky
- levé – Malá Jeřice, Fojtka, Chrastavský potok
- pravé – Albrechtický potok, Vítkovský potok

## Vodní režim
Průměrný průtok Jeřice u ústí činí 1,03 m³/s.

### Povodně
Při každém intenzivnějším dešti nebo jarním tání se Jeřice v Mníšku vylévá ze svého koryta. V noci z 6. na 7. srpna 2010 postihla povodí Jeřice blesková povodeň. V Mníšku kulminovala Jeřice 7. srpna v 7 hodin. Hladina řeky, která ještě 6. srpna večer dosahovala pouhých 9 cm, dosáhla ráno 433 cm. Podle starosty Romana Slezáka něco podobného obec zažila naposledy v roce 1958. V Mníšku řeka zaplavila zhruba 25 domů a jeden zřejmě bude nutné strhnout, protože má narušenou statiku. Povodňová vlna zaplavila také centrum Chrastavy - nejhorší situace nastala podél Jeřice v ulici Frýdlantská a Nádražní, řeka mimo jiné strhla i kovový secesní most z přelomu 19. a 20. století, který byl technickou památkou chráněnou státem.